# Mihaela Iacob
Mihaela Iacob (n. 15 august 1973) este o economistă și politiciană din Republica Moldova, deputat în Parlamentul Republicii Moldova în fracțiunea Partidului Liberal (PL) din ianuarie 2015, ex-viceministru al Tehnologiei Informației și Comunicațiilor din 16 decembrie 2009 până la 12 iunie 2013.
La alegerile parlamentare din noiembrie 2014, a candidat de pe locul 14 în lista candidaților Partidului Liberal, și inițial nu a intrat în parlament, însă după ce Veronica Herța și-a depus mandatul în ianuarie 2015 în legătură cu incompatibilitatea funcțiilor, locul său în parlament a fost luat de Mihaela Iacob. Ea a ajuns deputat din postura de șef adjunct al Direcției generale arhitectură, urbanism și relații funciare a primăriei municipiului Chișinău. În parlament este membră a Comisiei agricultură și industrie alimentară.
La 3 noiembrie 2015 a scris cerere de demisie invocând „motive personale”. Urmează să fie înlocuit de Valerian Bejan, următorul din lista candidaților supleanți ai PL.